# Alexander Sebald
Alexander Sebald (* 27. Juli 1996) ist ein deutscher Fußballtorwart. Gegenwärtig steht er beim FC Energie Cottbus unter Vertrag.

## Karriere
Sebald begann seine Karriere bei der SpVgg Greuther Fürth. Nachdem er zunächst für die diversen Jugendabteilungen gespielt hatte, debütierte er im Juli 2013 für die Zweitmannschaft in der Regionalliga Bayern, als er am ersten Spieltag der Saison 2013/14 gegen den TSV Buchbach in der Startelf stand. Im Sommer 2015 wechselte er zu den Kickers Offenbach. Für die Kickers absolvierte er bis zum Ende der Saison 2016/17 17 Ligaspiele. Zur Saison 2017/18 schloss er sich dem österreichischen Zweitligisten SC Austria Lustenau an, bei dem er einen bis Juni 2020 gültigen Vertrag erhielt. Sein Debüt in der zweiten Liga gab er im Juli 2017, als er am ersten Spieltag jener Saison gegen den Floridsdorfer AC in der Startaufstellung aufgeboten wurde.
Zur Saison 2018/19 kehrte er zunächst leihweise nach Deutschland zurück, wo er sich dem Drittligisten Hansa Rostock anschloss. Sein Pflichtspieldebüt für die Hanseaten gab er am 9. September 2018 im Mecklenburg-Vorpommern-Pokal gegen die SG Warnow Papendorf. Im Finale setzte sich Hansa gegen den Torgelower FC Greif mit 4:1 durch und holte den Pokal. Zu seinem Drittligadebüt kam Sebald am 38. Spieltag gegen den VfR Aalen. Im Anschluss an die Saison verpflichteten die Hanseaten Sebald fest, nachdem Stammtorwart Ioannis Gelios den Verein verlassen hatte und statteten ihn mit einem bis Juni 2020 gültigen Vertrag aus. In Saison 2019/20 erhielt Sebald lediglich drei Einsätze in der Reservemannschaft der Rostocker in der Oberliga Nordost und vier im Landespokal mit der ersten Mannschaft der Kogge. Beide Wettbewerbe wurden aufgrund der COVID-19-Pandemie in Deutschland nicht zu Ende gespielt. Einsätze in der 3. Liga erhielt Sebald nicht mehr, Hansa-Trainer Jens Härtel setzte in dieser Saison ausnahmslos auf seinen Stammkeeper Markus Kolke.
Sebald verlängerte seinen auslaufenden Vertrag bei Hansa, für den er insgesamt elf Pflichtspiele bestritt, nicht mehr und wechselte stattdessen zum SV Rödinghausen in die Regionalliga West. Mit Rödinghausen gewann er 2022 den Westfalenpokal. Im Dezember 2021 erzielte Sebald ein Kopfballtor zum späten Ausgleich gegen den Wuppertaler SV. Das Tor wurde für das Tor des Monats nominiert.
Im Sommer 2022 wechselte er in die Regionalliga Nordost zu Energie Cottbus. 2024 stieg er mit der Mannschaft in die 3. Liga auf.

## Erfolge
Hansa Rostock
- Mecklenburg-Vorpommern-Pokalsieger: 2019

SV Rödinghausen
- Westfalenpokalsieger: 2022

Energie Cottbus
- Meister der Regionalliga Nordost: 2023, 2024
- Brandenburgpokalsieger: 2023, 2024